# 연백군의 국회의원
본 문서는 경기도 연백군에서 선출된 국회의원에 대해서 다룬다.

## 선거구 변화
연백군은 제헌 국회의원 선거부터 갑, 을 2개의 선거구에서 2명의 국회의원을 선출하였다. 당시 연백군 연안읍, 송봉면, 해룡면, 용도면, 괘궁면, 추화면, 청룡면, 일신면, 내성면, 봉서면은 연백군 갑 선거구를, 은천면, 유곡면, 해월면, 온정면, 도촌면, 석산면, 봉북면, 호동면, 호남면, 해성면은 연백군 을 선거구를 이루게 되었다.
6.25 전쟁 이후 연백군에 속했던 모든 지역들이 조선민주주의인민공화국의 관할이 됨에 따라 제3대 국회의원 선거부터는 국회의원을 선출하지 않게 되었다.

## 역대 국회의원 당선자

### 제1대~제2대
| 대수  | 연백군 갑 | 연백군 갑  | 연백군 갑 | 연백군 을 | 연백군 을  | 연백군 을 |
| ----- | --------- | ---------- | --------- | --------- | ---------- | --------- |
| 제헌  |           | 무소속     | 김경배    |           | 한국민주당 | 신현모    |
| 제2대 |           | 대한국민당 | 김경배    |           | 무소속     | 김태희    |

제헌 국회의원 선거에서 연백군 갑 선거구에서는 무소속 김경배 후보가 당선되었으며 연백군 을 선거구에서는 한국민주당 신현모 후보가 당선되었다. 김경배 의원은 1949년 9월 12일에 일민구락부에 입당했다가 1950년 1월 27일에 대한국민당으로 당적을 옮겼으며 신현모 의원은 1949년 9월 12일에 민주국민당으로 당적을 옮겼다.
제2대 국회의원 선거에서는 김경배 의원이 당선되면서 재선에 성공했으며 연백군 을 선거구는 김태희 후보가 당선되었다. 한편 6.25 전쟁 도중 김경배 의원은 납북되었다.